# Metaphoxus pectinatus
Metaphoxus pectinatus är en kräftdjursart som först beskrevs av Walker 1896.  Metaphoxus pectinatus ingår i släktet Metaphoxus och familjen Phoxocephalidae. Inga underarter finns listade i Catalogue of Life.